# Лазний
Ла́зний — водоспад в Українських Карпатах (у масиві Сколівські Бескиди), гідрологічна пам'ятка природи місцевого значення. Розташований на півдні Дрогобицького району Львівської області, за кілька кілометрів на південний схід від села Довге. 
Висота падіння води — 10,5 м, ширина — бл. 2 м. Водоспад складається з трьох каскадів. Утворився в місці, де невеликий гірський потік Лазний (притока Стрию) перетинає скельний масив флішового типу. Водоспад особливо мальовничий, коли потік повноводний, а також узимку, коли каскади замерзають. 
Водоспад розташований у межах Національного природного парку «Сколівські Бескиди».